# Pastilă (semiconductor)

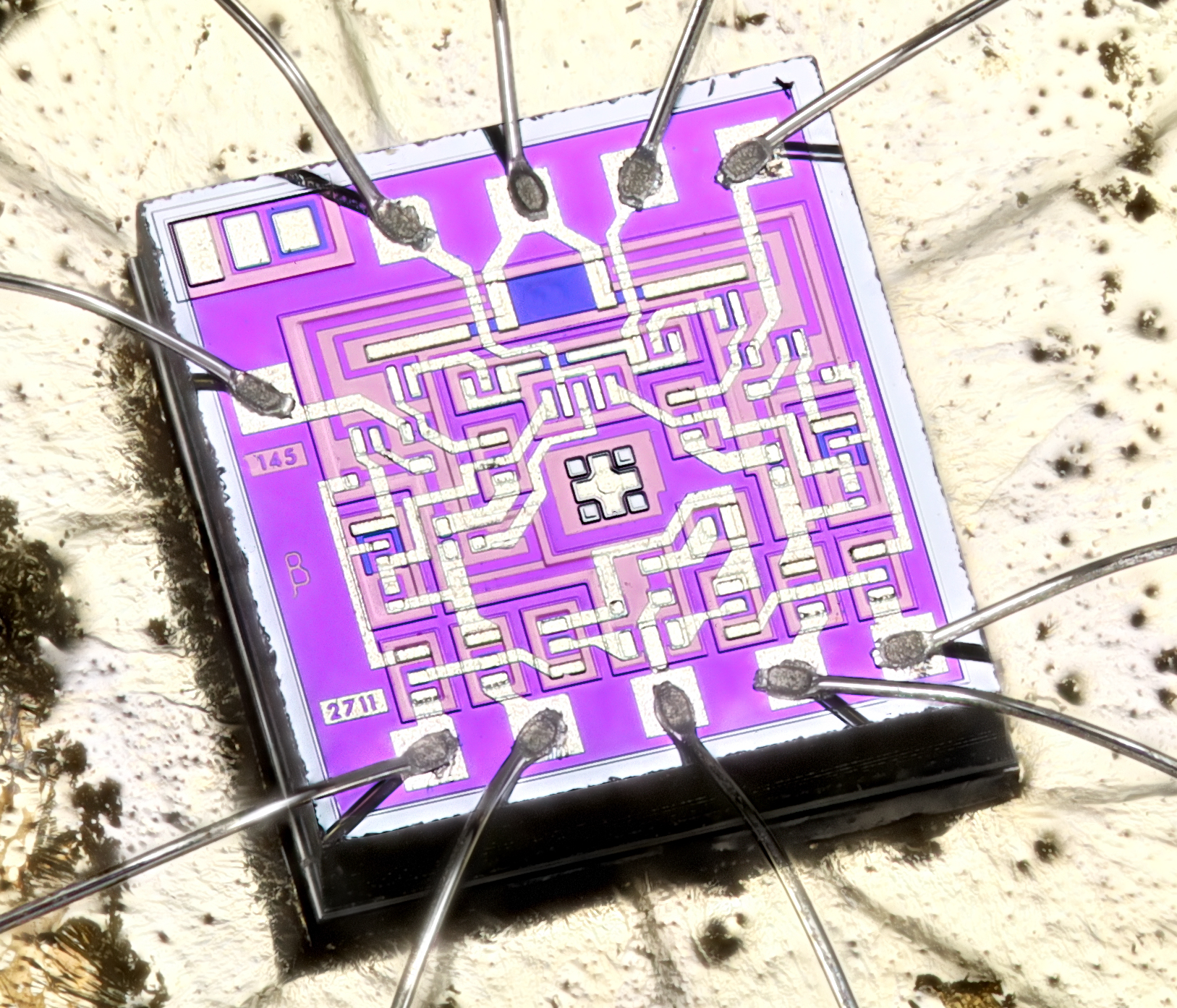
O pastilă cu circuit integrat de mărime medie, cu fire de legătură atașate.

O pastilă, în contextul circuitelor integrate, este o bucată mică de material semiconductor, pe care este fabricat un anume circuit funcțional.
În mod tipic, circuitele integrate sunt produse în loturi mari pe o singură plăcuță de siliciu de înaltă puritate (SGE) - dar și pe alte materiale, prin procese precum fotolitografia. Plăcuța este tăiată în multe bucăți, fiecare conținând o copie a circuitului. Fiecare dintre aceste bucăți este numită pastilă (semiconductoare), iar în acest caz pastilă de siliciu.

## Procesul de fabricare
Pentru obținerea materialelor semiconductoare monocristaline, se utilizează procedee de creștere din topitură în incinte închise în atmosferă reducătoare de hidrogen, după metoda Csochralsky. Incintele închise sunt utilizate pentru creșterea monocristalelor de dimensiuni mari, evitându-se astfel impurificarea accidentală. Procesul este inițiat cu ajutorul unui cristal monocristalin, care se coboară în topitură, acesta se topește parțial și ulterior se extrage apoi treptat din topitură cu o viteză mică, între 1-2mm/min. Procedeul se bazează pe existența unui gradient de temperatură și pe migrarea moleculelor din starea lichidă către cristal, datorită răcirii. Semiconductorul topit cristalizează pe germene și repetă structura acestuia, obținându-se în final o bară monocristalină ce are structura cristalină identică cu structura germenului.

## Imagini

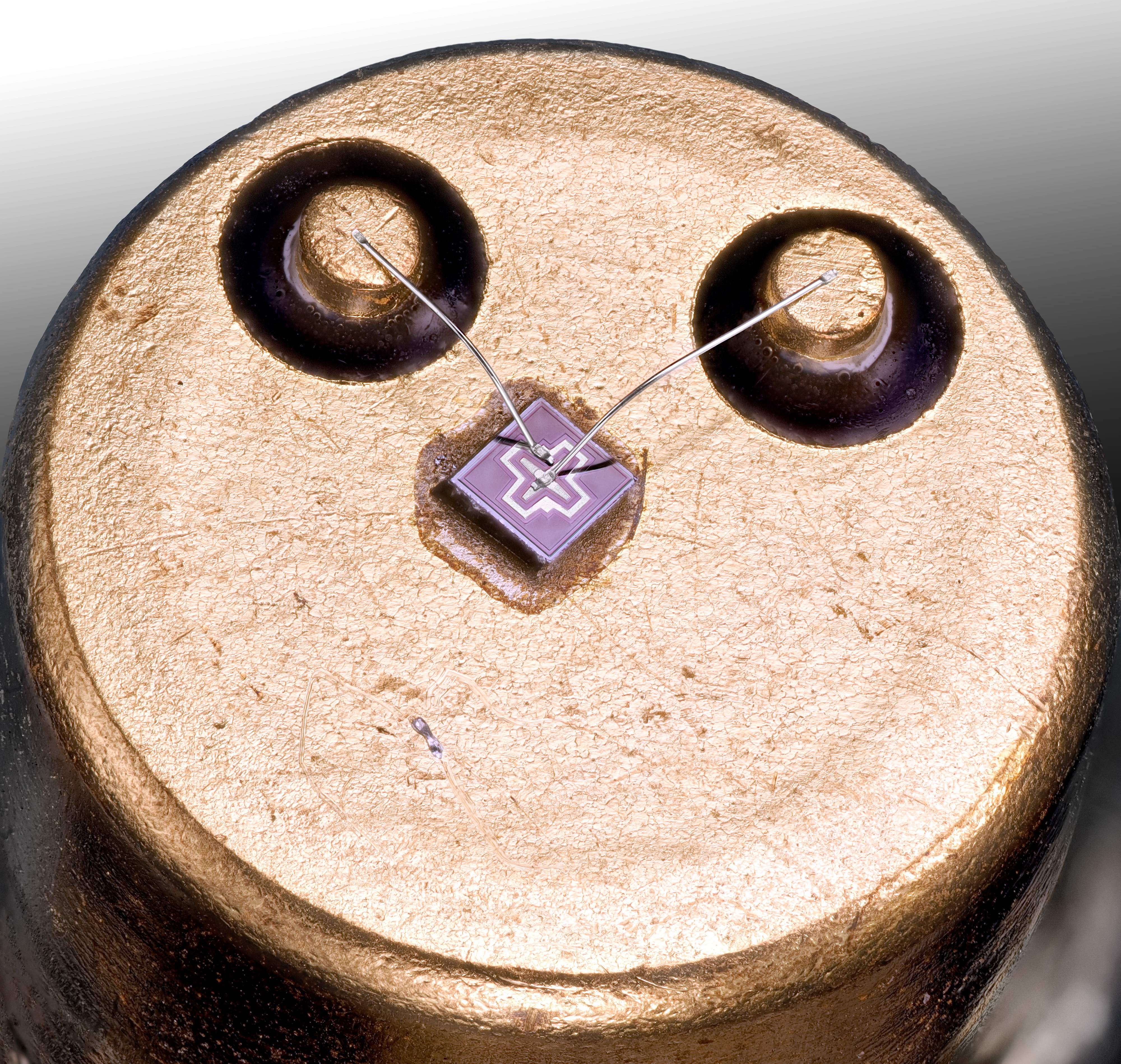
Fotografia pastilei de siliciu pentru tranzistor 2N2222.
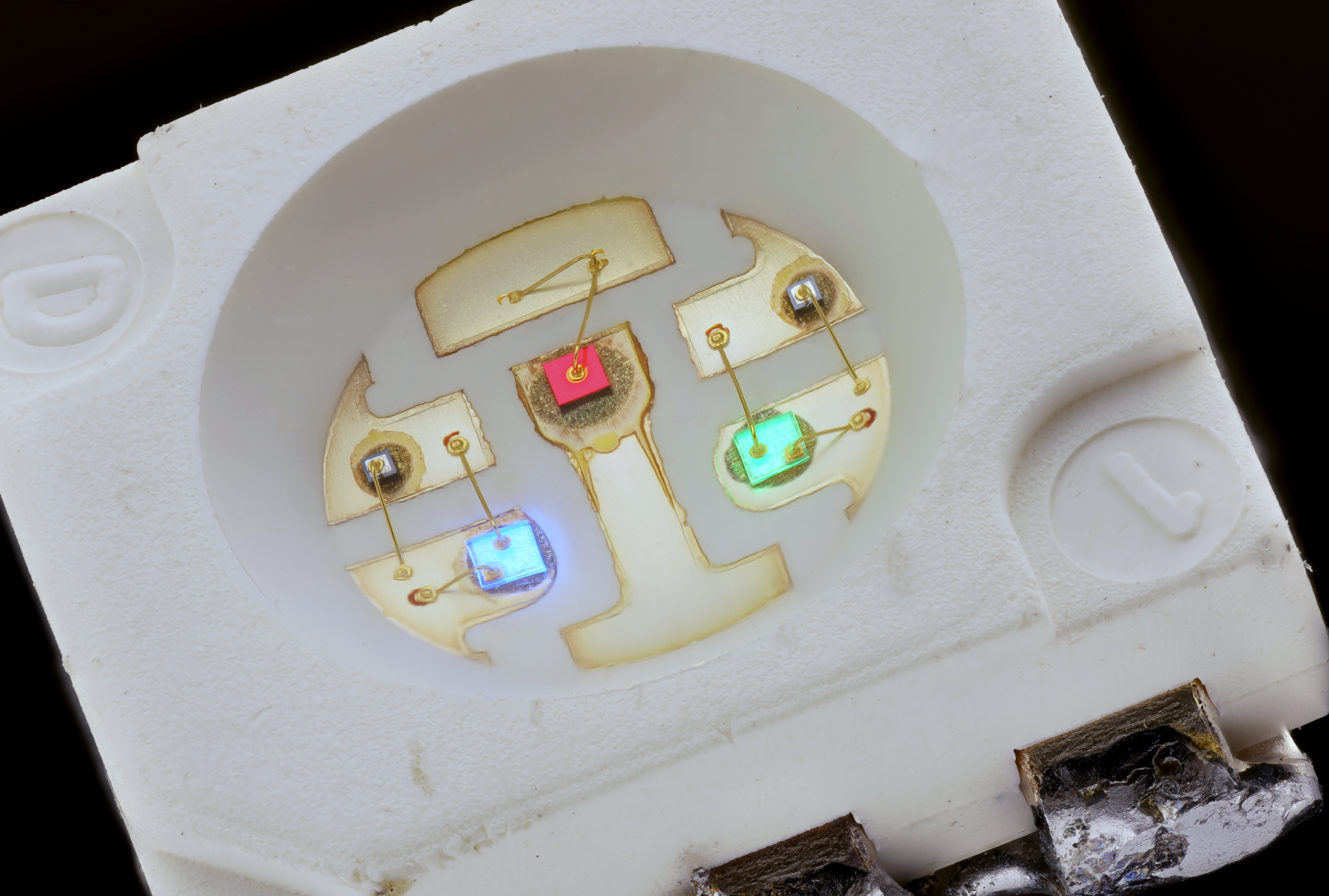
Fotografia unui LED SMD RGB 5050, se observă cele trei pastile LED, câte una pentru fiecare culoare
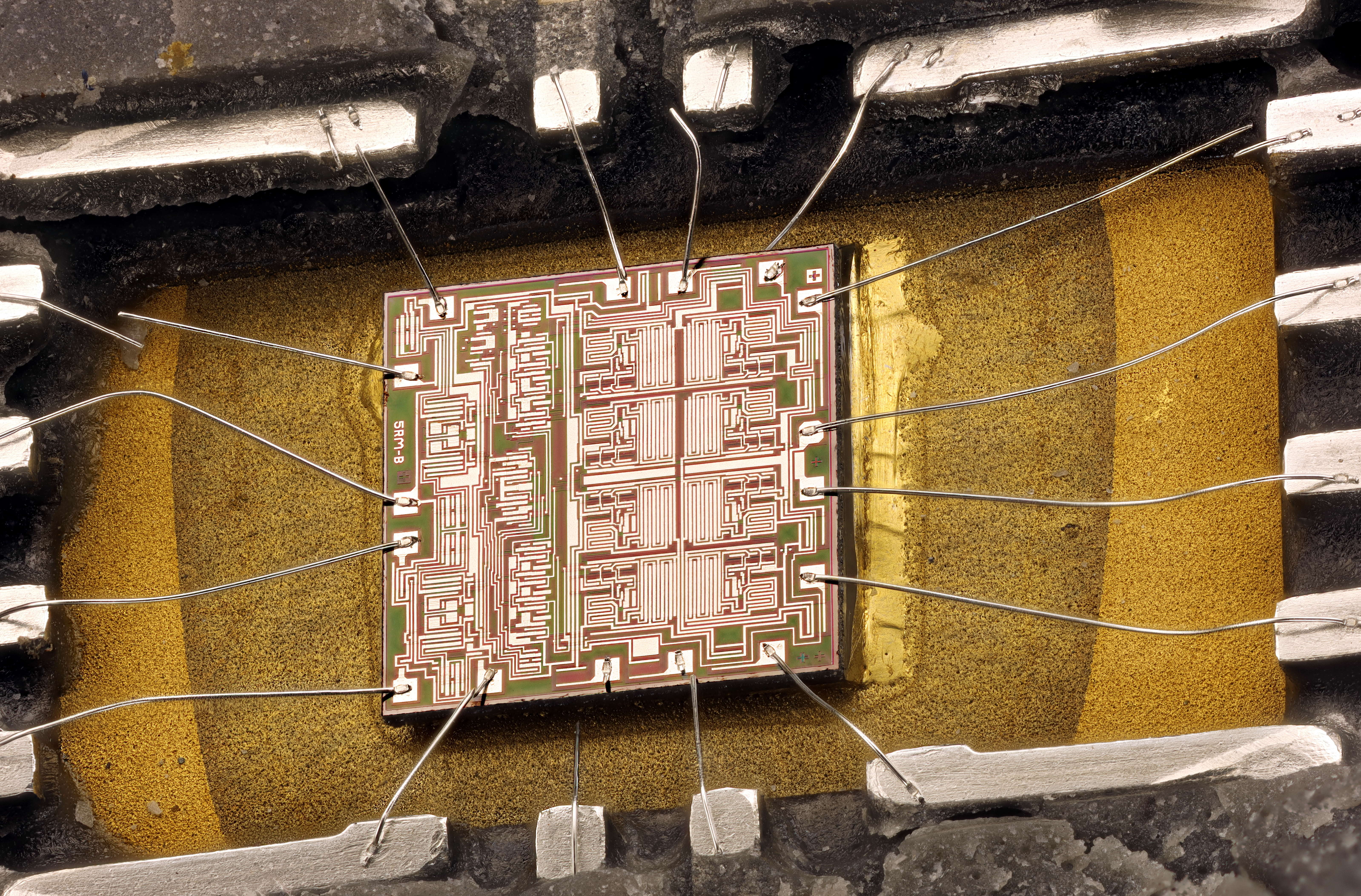
Fotografia pastilei unui circuit integrat
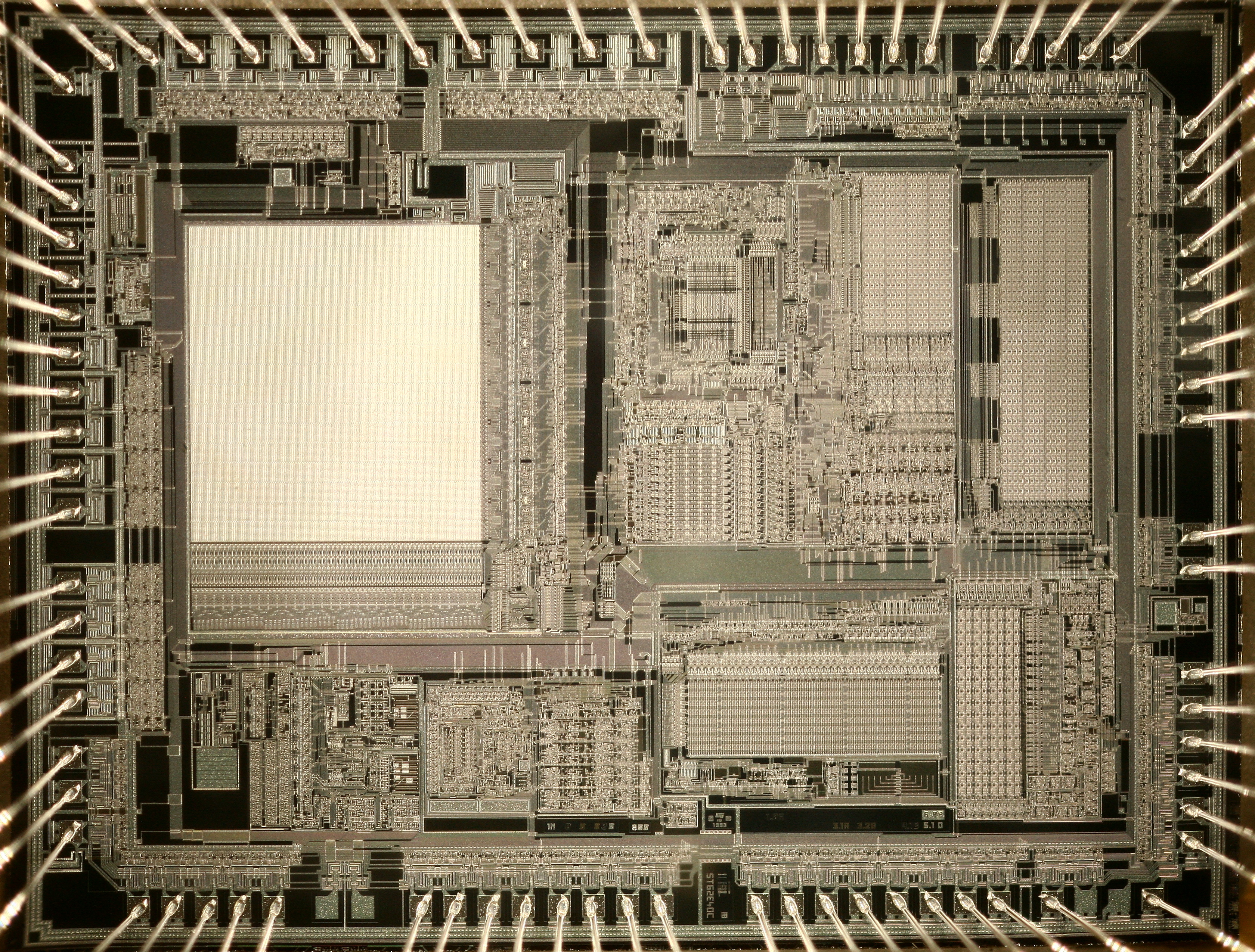
ST62E40 microcontroler  pe 8 biţi cu EPROM, drivere pentru LCD, EEPROM  şi convertor A/D.
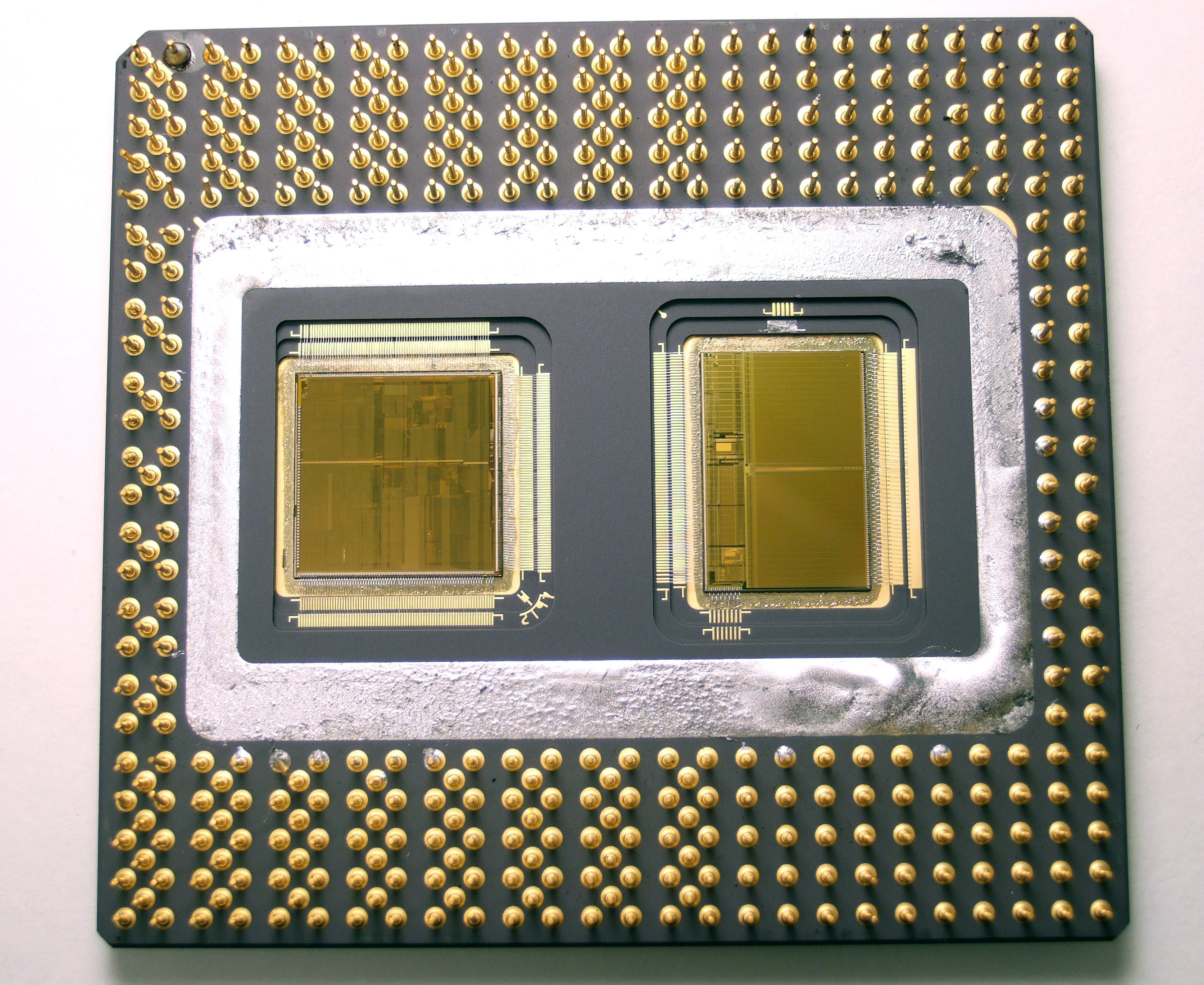
Un microprocesor Pentium Pro
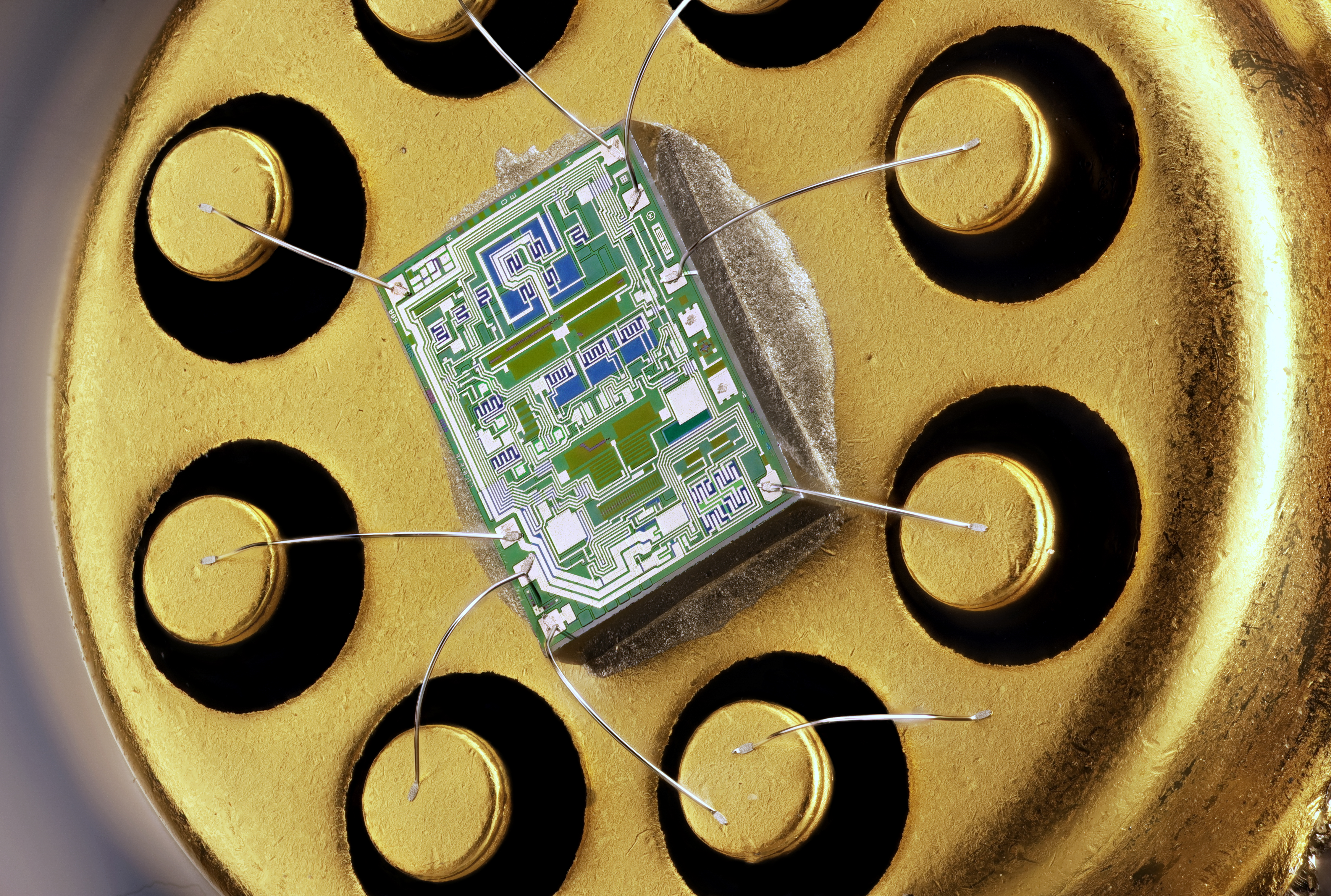
OPA103A un amplificator operaţional fabricat de Burr-Brown
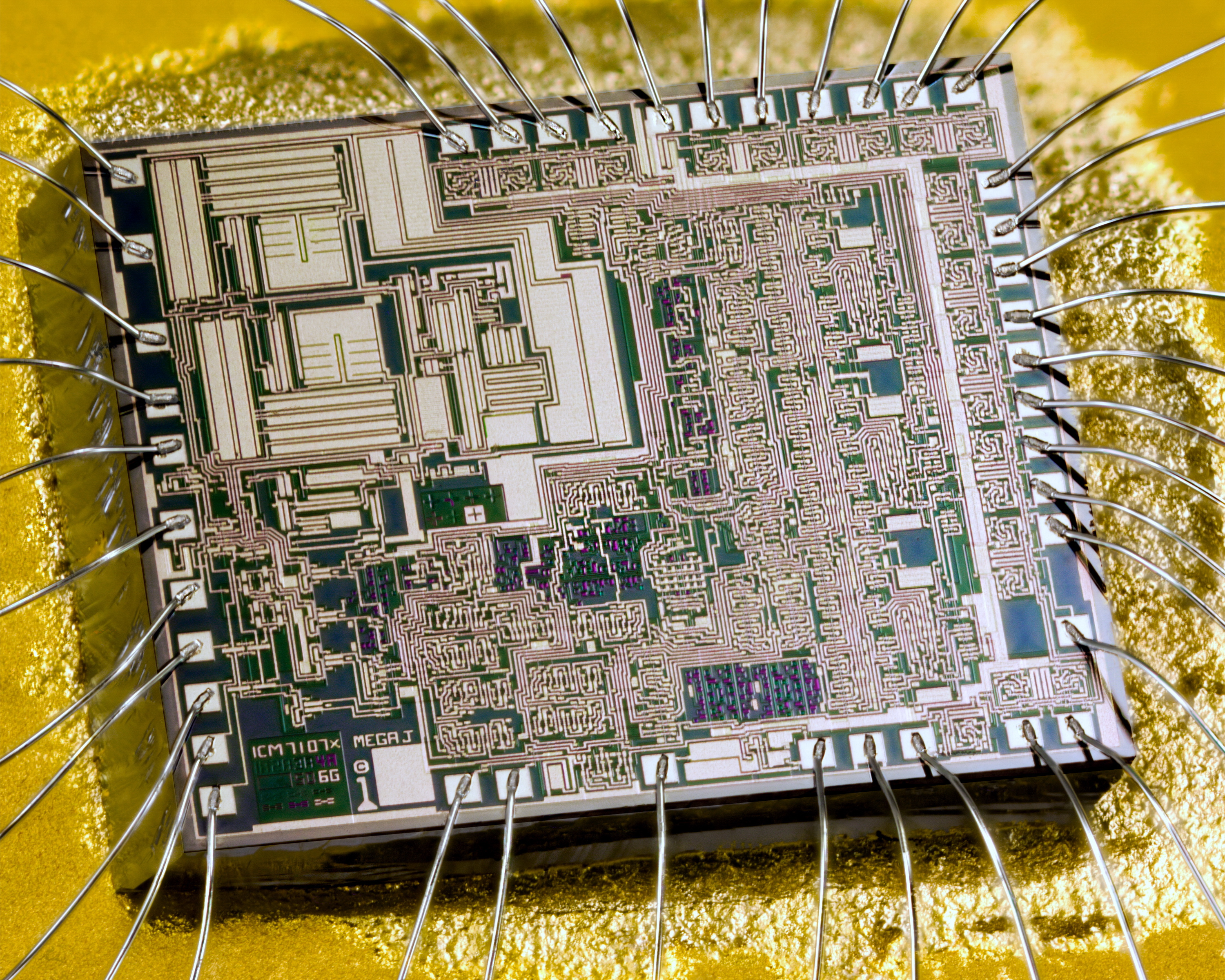
ICM7107 Un circuit convertor A/D pe 3 şi 1/2 Digiţi.
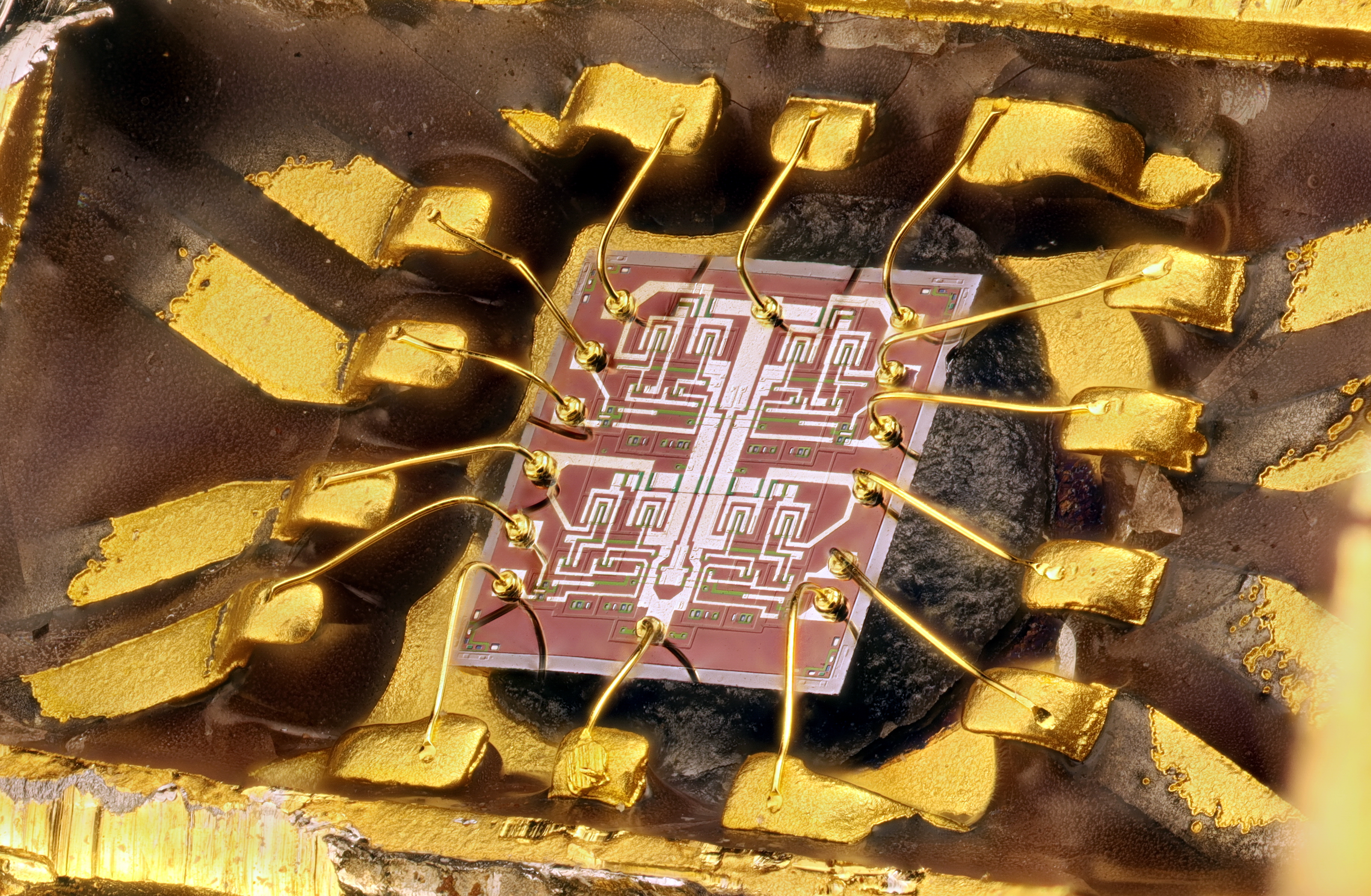
Fotografie pastilei de siliciu pentru circuitul TTL SN7400 fabricat în 1965.